# Delila Hatuel
Delila Hatuel, en hébreu : דלילה חטואל, née le 15 novembre 1980 à Acre (Israël), est une escrimeuse israélienne, spécialiste du fleuret. Elle représente son pays aux  Jeux olympiques d'été de 2008 à Pékin et est médaillée d'or aux Maccabiades de 2009. Elle termine neuvième aux championnats du monde d'escrime 1997 au Cap, en Afrique du Sud et huitième aux championnats d'Europe d'escrime de 2008, à Plovdiv en Bulgarie.

## Palmarès
Le palmarès de Delila Hatuel comprend notamment : 
- 2005 : 24e place au championnat du monde
- 2006 : 44e place au championnat du monde - Cinquième place au championnat d'Europe
- 2007 : 15e place au championnat du monde - Médaille d'argent à la Coupe du monde à Shanghai, en Chine[2] - Cinquième place au Championnat d'Europe
- 2008 : Participation aux Jeux olympiques de Pékin - Médaille d'argent à la Coupe du Monde au Caire[2] - 6ème à la Coupe du monde à Salcbourg en Autriche - 7ème place au championnat d'Europe à Kiev - Médaille de bronze au Grand Prix de Gdansk, en Pologne[2].
- 2009 : Médaille d'or aux Maccabiades[3].
- 16 avril 2016 : médaille d'or à Prague[2]